# سهوب البراري

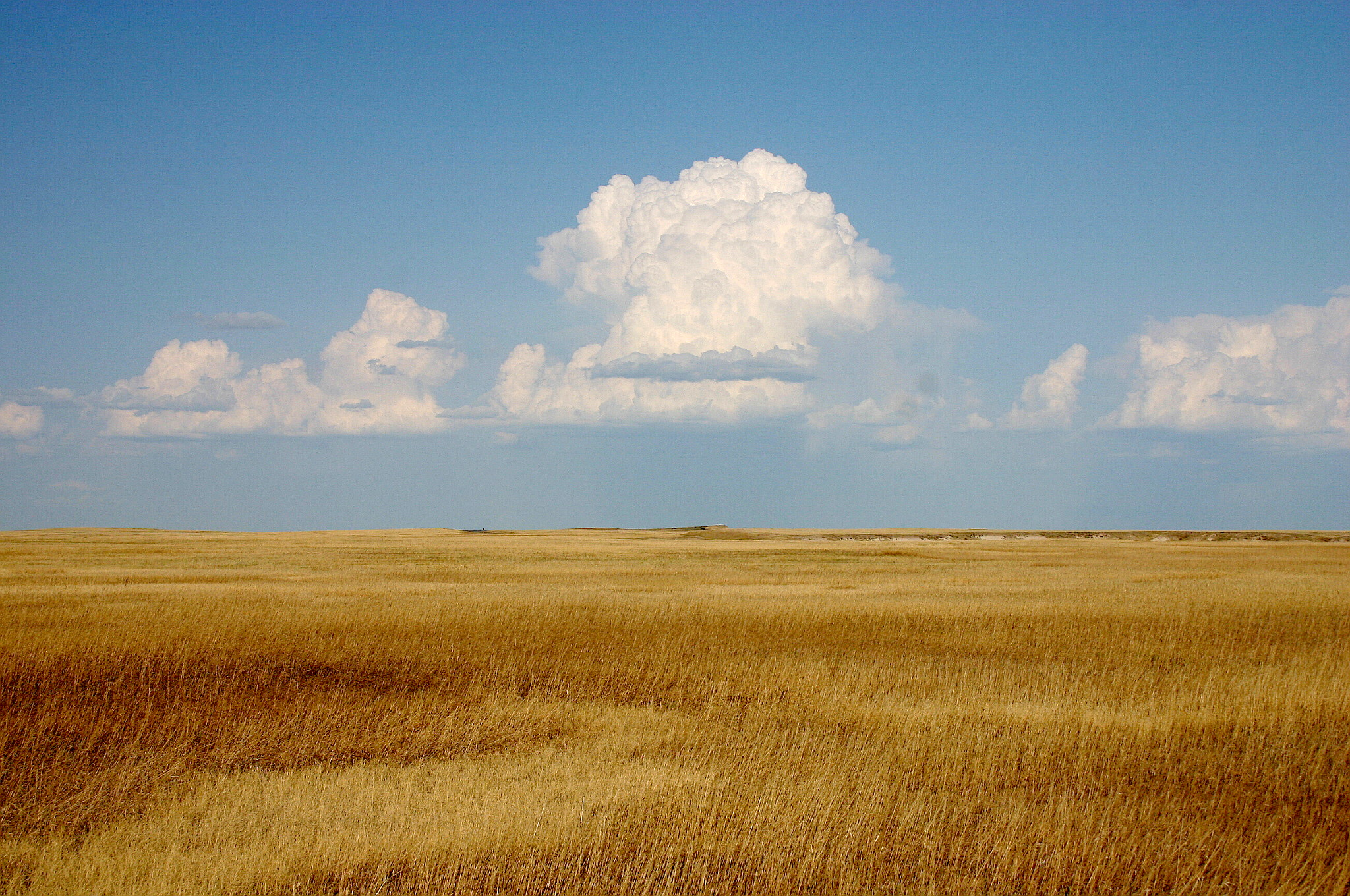
سهوب براري صفراء بالولايات المتحدة.

سهوب البراري (بالإنجليزية: Prairie)‏ هي مجال حيوي بيئي يعده علماء البيئة جزءاً من أراضي الحشائش والشجيرات المعتدلة والسافانا. وهي منطقة سهبية تغطيها الحشائش الطويلة والقصيرة في وسط أمريكا الشمالية وتشمل نطاقاً كبيرًا من منطقة السهول العظمى. توجد هذه المنطقة على الجانبين الأمريكي والكندي. في الولايات المتحدة تشمل سهوب البراري معظم أو كامل أراضي ولايات داكوتا الشمالية وداكوتا الجنوبية ونبراسكا وكنساس وأوكلاهوما وتكساس ووايومنغ ومونتانا وأجزاءً كبيرة من كولورادو وإنديانا وإلينوي وأيوا وويسكونسن وميزوري والقطاع الغربي الأقصى من مينيسوتا. في كندا تشمل هذه السهوب مساحات واسعة من ألبرتا وساسكاتشوان ومانيتوبا، ومن هنا أخذت هذه المقاطعات الكندية اسم مقاطعات البراري.

## أنواع نباتية في سهوب البراري
- الثمام العصوي
- لحية الرجل (باللاتينية: Andropogon gerardii)
- أندروبوغون مكانسي (باللاتينية: Andropogon scoparius)